# Nguyễn Trung Thu (đại biểu quốc hội)
Nguyễn Trung Thu (sinh năm 1958) là đại biểu Quốc hội Việt Nam khóa XIII, thuộc đoàn đại biểu Long An.

## Tiểu sử
Ngày sinh: 30/11/1958
Giới tính: Nam
Dân tộc: Kinh
Tôn giáo: Không
Quê quán: Xã Tân Mỹ, huyện Đức Hòa, Long An
Trình độ chính trị: Cao cấp lý luận chính trị
Trình độ chuyên môn: Cử nhân Sư phạm Văn
Nghề nghiệp, chức vụ: Phó Trưởng đoàn ĐBQH chuyên trách tỉnh Long An khóa XIII, Ủy viên Uỷ ban Văn hoá, Giáo dục, Thanh niên, Thiếu niên và Nhi đồng của Quốc hội
Nơi làm việc: Đoàn ĐBQH tỉnh Long An
Ngày vào đảng: 22/12/1982
Nơi ứng cử: Long An
Đại biểu Quốc hội khoá: XIII
Đại biểu chuyên trách: Địa phương
Đại biểu Hội đồng Nhân dân: Không
Phụ chú: Điều động về nhận nhiệm vụ ĐBQH chuyên trách theo Nghị quyết số 748/NQ-UBTVQH13